# 盧志遠
盧志遠（英語：Chih-Yuan Lu，1950年—）是生於廣州市，台灣物理學家、企業家、中央研究院院士，曾任世界先進總經理，現任旺宏電子總經理與欣銓科技董事長。

## 生平
家族出身福建福州市，三代為中醫，父親盧善棟為中華民國礦冶工程界泰斗，其母唐又貞，胞弟盧超群為鈺創科技董事長。其父曾任廣州 Expedo Inc. 經理，1949年中華人民共和國建立後，移民英屬英港任 Ronson brothers, Ltd 副經理，後於1954年再居家遷往台灣台北市。盧志遠就讀國立台灣大學物理系，於1972年取得理學士，於美國哥倫比亞大學取得物理碩士與博士。1977年取得博士學位後，他先任教於國立交通大學，並參贊行政院科技顧問組等。之後於1984年受聘至美國貝爾實驗室領導研究計畫多年，成果卓越。
1989年，盧志遠受邀回台灣出任工研院電子所副所長，之後負責主持當時台灣最大科專計畫——經濟部次微米計畫，完成台灣DRAM獨立研發及量產技術，使台灣具備八吋晶圓產製能力。次微米計畫於1994年衍生成立世界先進，盧志遠當時為世界先進共同創辦人及副總經理，之後於1998年升任為總經理，成為台灣DRAM產業的重要推手。
盧志遠於1999年加入旺宏電子擔任資深執行顧問及科技總監，之後於2003年升任資深副總經理，2007年7月升任總經理，專注於提昇旺宏創新非揮發性記憶體的研發技術與製造能力。1999年盧志遠創立晶圓測試公司欣銓科技，目前他也是欣銓科技董事長。
盧志遠已發表超過600篇論文，擁有160餘項國際專利。他並獲任美國電機電子學會(IEEE)及美國物理學會(APS)院士，也膺選中華民國科技管理學會院士。盧志遠擔任IEEE電子元件期刊編輯長達15年，並獲頒2012 IEEE Frederik Philips Award、IEEE千禧傑出獎章、行政院傑出科學與技術人才獎、潘文淵文教基金會研究傑出獎、中華民國物理學會特殊貢獻獎、經濟部及中華民國全國商業總會頒予最佳商人之金商獎，以及獲選交大傑出校友、台大傑出校友、交大名譽博士、工研院院士、總統科學獎及世界科學院(TWAS)工程科學獎、中華民國科技管理學會之科技管理獎 （页面存档备份，存于）、美國國家發明家學院院士 （页面存档备份，存于）、中央研究院院士 （页面存档备份，存于）、中國材料科學學會材料科技貢獻獎、世界科學院(TWAS)院士、美國物理學會喬治佩克獎(George E. Pake Prize)及未來科學大獎等多項榮耀。

## 外部連結
- . （原始内容存档于2008-09-08）.
- 張建中‧盧志遠獲世界科學院工程科學獎‧中央社‧2014年11月3日
- 涂志豪‧盧志遠 獲頒總統科學獎‧中國時報‧2013年12月6日
- 國立交通大學名譽博士-101學年度盧志遠 （页面存档备份，存于）
- 工業技術研究院-院士名錄 盧志遠 （页面存档备份，存于）
- 2013總統科學獎 （页面存档备份，存于） ‧科技部